# 庫
庫または厙（こ、しゃ）は、漢姓のひとつ。『百家姓』の371番目。
きわめて珍しい姓である。

## 由来
庫と厙が異体字なのか別字なのか、コと読むのかシャと読むのかについては議論がある。
『後漢書』竇融列伝に金城太守の厙鈞という人物が出てくる。その注によると、倉庫吏の職をしていた人の末裔であるという。また、羌に厙姓のものがあり、舎（しゃ）と読むと同注に言っている。
ほかに、『魏書』官氏志によると、鮮卑の庫傉官氏が漢化して庫姓に改めたという。
『広韻』では、庫をコ、厙とシャと読むとするが、庫鈞や複姓の厙狄、庫門、庫傉官は庫の方に含めている。
清朝の学者にはこの2字について多くの議論があり、「庫・厙」の書き分けに反対して、本来は「庫」と書いてコともシャとも読むのだという意見と、非漢族の姓では「厙」と書くのだとする意見とがあった。

## 著名な人物
なし。